# Mengxi (köpinghuvudort i Kina, Hunan Sheng, lat 29,75, long 111,82)
Mengxi är en köpinghuvudort i Kina. Den ligger i provinsen Hunan, i den södra delen av landet, omkring 210 kilometer nordväst om provinshuvudstaden Changsha. Antalet invånare är 23 057. Befolkningen består av 11 478 kvinnor och 11 579 män. Barn under 15 år utgör 13,0 %, vuxna 15-64 år 0,00 %, och äldre över 65 år 13,0 %.
Runt Mengxi är det tätbefolkat, med 459 invånare per kvadratkilometer. Närmaste större samhälle är Jinshi, 16,9 km söder om Mengxi. Trakten runt Mengxi består till största delen av jordbruksmark.
Genomsnittlig årsnederbörd är 1 565 millimeter. Den regnigaste månaden är maj, med i genomsnitt 222 mm nederbörd, och den torraste är december, med 22 mm nederbörd.